# Invisible Empire, Knights of the Ku Klux Klan
Invisible Empire, Knights of the Ku Klux Klan  (abgekürzt I.E.K. KKK, dt.: „Das Unsichtbare Reich, Ritter des Ku-Klux-Klan“) war eine von 1976 bis 1993 aktive Ku-Klux-Klan-Organisation mit Sitz in Louisiana.

## Geschichte
Elbert Claude Wilkinson, genannt Bill Wilkinson, wurde 1974 Mitglied von David Dukes Knights of the Ku Klux Klan und stieg dort innerhalb von zwei Jahren vom Grand Titan des Klaverns (eine Klanbezeichnung, dt. sinngemäß: „Ortsgruppe“) Livingston, Louisiana zum Grand Dragon von Louisiana auf. Er war jedoch mit Dukes  Führungsstil nicht zufrieden und formierte 1976 seine eigene Klangruppe, das Invisible Empire, Knights of the Ku Klux Klan, das kurz darauf größer wurde als die Organisation, aus der es hervorging.
Wilkinson begann ein umfassendes Netzwerk von Funktionären aufzubauen, gründete Ausbildungslager und sogenannte Klan Youth Corps für Jugendliche von 10 bis 17 Jahren. Bis Mitte der 1980er Jahre radikalisierte sich der Klan. Zwischen 1980 und 1981 wurden 250 Anhänger des Klans wegen diverser Straftaten – darunter neben der Teilnahme an ungenehmigten Demonstrationen auch Erpressung, unerlaubter Waffenbesitz und Mord – verhaftet. Das bekannteste Verbrechen ereignete sich am 3. November 1979: In Greensboro, North Carolina töteten Mitglieder des Klans fünf Mitglieder der Communist Workers’ Party (CWP) beim sogenannten Massaker von Greensboro.
Der Klan wuchs daraufhin bis auf 8.000 Mitglieder an. Im Präsidentschaftswahlkampf 1984 schlug sich der Klan auf die Seite von Ronald Reagan und sammelte etwa zehntausend Unterstützerunterschriften. Der Wahlkampf markierte allerdings auch das Ende von Wilkinsons Herrschaft als Imperial Wizard. Als bekannt wurde, dass John Anthony Walker – eines der führenden Klanmitglieder in Norfolk County – als Spion für die Sowjetunion tätig war, wurde Wilkinson von Jim Blair, zu dieser Zeit Grand Dragon von Alabama, entmachtet. 
Blair professionalisierte den Klan. Er baute die Klaverns von Alabama, Florida, Georgia, Ohio und Kentucky aus und ließ durch seinen Sohn die Jugendorganisationen leiten. Zugleich baute er einen Markt an Merchandise-Produkten auf. 1986 musste er aus gesundheitlichen Gründen zurücktreten. Sein Nachfolger wurde James W. Farrands. Dieser verlegte das Hauptquartier nach Shelton. Auf Grund schwelender Konflikte sank die Zahl der Anhängern bis Ende der 1980er Jahre auf 3.000 bis 4.000 Mitglieder. 
1993 verfügte ein Gericht die Auflösung der Organisation, nachdem bei einem Aufmarsch in Forsyth County, Georgia Bürgerrechtsaktivisten mit Steinen und Flaschen angegriffen worden waren. Farrands versuchte mit dem Unified Ku Klux Klan einen Neuanfang, der allerdings scheiterte.